# Corpus cavernosum penis
Corpus cavernosum penis (jednina) (kavernozno telo penisa) je jedan od para sunđeru sličnih regiona erektilnog tkiva, corpora cavernosa (množina) (kavernoznih tela), koja sadrže najveći deo krvi u penisu tokom erekcije. Takvo tkivo je homologno sa ženskim corpus cavernosum clitoridis; telo klitorisa sadrži erektilno tkivo paru corpora cavernosa (doslovno "pećini slična tela") sa prepoznatljivo sličnom strukturom.

## Dodatne slike
- Struktura penisa
- Dublje grane unutrašnje pudendalne arterije.
- Poprečni presek penisa na kome se vide krvni sudovi.
- Muški karlični organi gledano sa desne strane.
- Dijagram arterija penisa.
- Poprečni presek penisa.

## Spoljašnje veze
- 42:st-1102 - "The Male Perineum and the Penis: Penis"